# Guldpixeln 2004
Guldpixeln 2004 hölls i slutet av 2004. Detta var det tredje året som tidningen Super Plays pris Guldpixeln delades ut.

## Vinnare och nominerade

### Årets spel
1. Half-Life 2
2. Halo 2
3. Metroid Prime 2: Echoes
4. Grand Theft Auto: San Andreas
5. Rallisport Challenge 2

### Årets actionspel
1. Half-Life 2
2. Halo 2
3. Grand Theft Auto: San Andreas
4. Ninja Gaiden
5. Killzone

### Årets äventyrsspel
1. Metroid Prime 2: Echoes
2. Animal Crossing
3. Myst IV: Revelation
4. The Legend of Zelda: The Minish Cap
5. Boktai: The Sun is in Your Hand

### Årets rollspel
1. Final Fantasy: Crystal Chronicles
2. Vampire the Masquerade: Bloodlines
3. Final Fantasy X-2
4. Tales of Symphonia
5. Paper Mario: The Thousand Year Door

### Årets strategispel
1. Rome: Total War
2. Pikmin 2
3. Pirates!
4. Ground Control 2: Operation Exodus
5. The Battle for Middle-Earth

### Årets plattformsspel
1. Jak 3
2. Ratchet & Clank 3
3. Kirby & The Amazing Mirror
4. Mario vs Donkey Kong
5. Sly 2: Band of Thieves

### Årets sportspel
1. Tiger Woods PGA Tour 2005
2. FIFA Football 2005
3. Pro Evolution Soccer 4
4. Mario Golf: Advance Tour
5. Fight Night 2004

### Årets racingspel
1. Rallisport Challenge 2
2. Burnout 3: Takedown
3. OutRun 2
4. Flatout
5. Need for Speed: Underground 2

### Årets beat 'em up-spel
1. Hyper Street Fighter II
2. The King of Fighters 2000/2001
3. Dragon Ball Z: Bodukai III
4. Def Jam: Fight for New York
5. Onimusha Blade Warriors

### Årets pusselspel
1. Puyo Pop Fever
2. Flipnic
3. Sega Superstars
4. Wario Ware: Mega Party Games
5. Super Mario Ball

### Årets musikspel
1. Dancing Stage Unleashed
2. Singstar Party
3. Donkey Konga
4. Singstar
5. Karaoke Stage

### Årets onlinespel
1. Joint Operations: Typhoon Rising
2. Battlefield Vietnam
3. Final Fantasy XI
4. Star Wars Battlefront
5. EverQuest II

Föregående utdelning: 2003

Följande utdelning: 2005